# Ochrotrichia capitana
Ochrotrichia capitana är en nattsländeart som beskrevs av Ross 1944. Ochrotrichia capitana ingår i släktet Ochrotrichia och familjen smånattsländor. Inga underarter finns listade i Catalogue of Life.